# Histoire de l'imprimerie en Mayenne
Histoire de l'imprimerie en Mayenne.

## Mayence

Diffusion de l'imprimerie au XVe siècle

Les véritables inventeurs de l'art typographique à l'aide de caractères mobiles, sont, croit-on actuellement, les trois allemands : Johannes Gutenberg, Johann Fust et Peter Schöffer ; leurs deux premiers ouvrages connus, imprimés à Mayence, furent : « Les Lettres d’Indulgence du pape Nicolas V » et « La Sainte Bible » ce dernier volume comprenant 640 feuillets ; ces deux livres portent les dates de. 

## Dans le royaume de France
Après s'être fait connaître en Allemagne et en Italie, cette étonnante découverte ne tarda pas à se propager en France ; la première imprimerie fut établie à la Sorbonne, à Paris, par trois allemands, qu'on y fit venir pour pratiquer et enseigner cet art ; le premier ouvrage sorti de leurs presses rudimentaires, porte la date de .Louis XII, François Ier, la plupart des rois de France d'ailleurs, protégèrent la typographie ; mais, jusqu'en 1789, aucun livre ne put être imprimé sans l'autorisation ou « Permis d’imprime, » délivrée par les officiers royaux ; la liberté de la presse n'était pas encore créée.
L'Imprimerie apparut successivement à Lyon en 1472; à Angers en 1477; à Vienne en 1478; à Caen en 1480; à Rennes en 1484; à Rouen en 1487; à Orléans en 1490; à Nantes et à Tours en 1493; au Mans en 1529; à La Flèche en 1575; à Laval en 1651; et enfin à Château-Gontier en 1714 seulement.
En 1729, un arrêt de la Cour du Parlement de Paris faisait défense à toutes personnes de faire imprimer aucun arrest, et à tous imprimeurs autres que ceux établis dans les villes sièges de parlements, d'en imprimer sans permission expresse. C'était une première menace ; elle resta suspendue pendant dix ans, mais alors l'exécution fut décidée aux termes d'une ordonnance royale en date du 31 mars 1739. Les réductions furent considérables partout ; sur deux imprimeries, Laval en perdit une, et celle de Château-Gontier fut supprimée.

## AuXXesiècle

### Mayenne
Le premier imprimeur à utiliser la méthode Offset à Mayenne fut Joseph Floc'h avec la création de l'imprimerie de la manutention.

## Source
- Abbé Angot, « Histoire de l'imprimerie à Laval jusqu'en 1789 », Laval, imprimerie L. Moreau, 1892, extrait du Bulletin historique et archéologique de la Mayenne, 2e série, t. 6, 1893.
- René Gadbin, « Quelques notes sur l’histoire de l’imprimerie à Château-Gontier, XVIIIe et XIXe siècles », extrait du Bibliophile du Maine, juillet 1896, p. 27 p.